# 總頸動脈
總頸動脈，是負責供應頭頸部充氧血最主要的動脈，左總頸動脈直接由主動脈發出，右總頸動脈由頭臂動脈幹發出。二者在頸部時分叉為外頸動脈和內頸動脈。

## 結構
左和右總頸動脈位於頸部的兩側，它們來自不同的血管，左總頸動脈直接來自胸腔內的主動脈，右總頸動脈則來自頭臂動脈幹，雖然來自不同的主幹，但在胚胎發育上擁有對稱的來源。左和右總頸動脈都會在甲狀軟骨的上緣分叉為內頸動脈和外頸動脈，對應約為第四頸椎的高度。成年男性和女性的總頸動脈直徑約為6.5 mm 和 6.1 mm。
左總頸動脈可被分為兩段：胸段和頸段；右總頸動脈因為起源很靠近頸部，所以胸段很短。目前在生醫工程的文獻上已經試圖透過定性和定量的方法觀察總頸動脈的幾何結構特色。

### 胸段
只有左總頸動脈在胸腔內有顯著的一段血管，它從主動脈弓上行穿越縱膈腔，大概到達胸鎖關節的高度。
在胸腔內的段落，左總頸動脈和下列構造有關聯：在前方，它與胸骨的胸骨柄之間隔著胸骨舌骨肌、胸骨甲狀肌、左肺和左肋膜的頂部、左頭臂靜脈、和殘餘的胸腺；在後方，它躺在氣管、食道、左喉返神經和胸管的上方。
左總頸動脈的右下方是供應右側頭頸部的頭臂動脈幹；上方則有氣管、下甲狀腺靜脈、和殘餘的胸腺；左側為左迷走神經、膈神經、和肺。左鎖骨下動脈在其後方偏外側的位置。

### 頸段

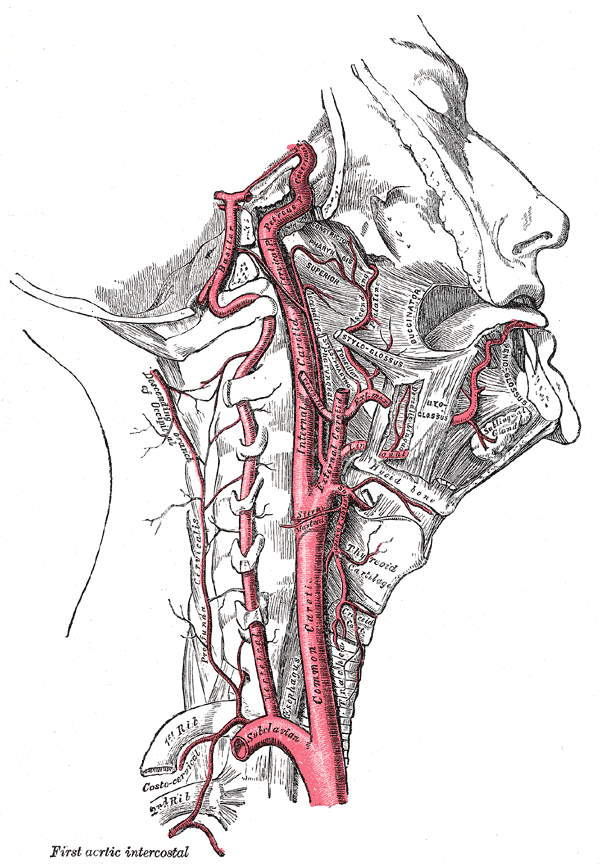
頸部的動脈，圖中右總頸動脈標示為Common caroti ，它會分枝為內頸動脈及外頸動脈。

總頸動脈在頸部的區間左右相似，因此以下的說明兩者皆適用。
總頸動脈從胸鎖關節的後方往斜上方走，到達甲狀軟骨的上緣並分為兩枝。在下頸部，左右總頸動脈之間被一個狹長的空間分隔，其中含有氣管；但到了上方，甲狀腺、喉部、和咽部等構造就把兩者分得更開了。
總頸動脈被包裹在頸動脈鞘當中，頸動脈鞘源自於深頸筋膜，並同時圍住了總頸動脈外側的內頸靜脈和位於動脈和靜脈之間的迷走神經。把動脈鞘打開後即可看到這三個結構擁有分離的纖維結締組織包覆。
大約在第四頸椎的高度，總頸動脈分為兩枝：內頸動脈和外頸動脈，這兩個分枝都會繼續往上走，內頸動脈走得較為深層，最後進入顱內並供應腦部；外頸動脈走得比較表層，並分出許多分枝供應頸部和顏面。

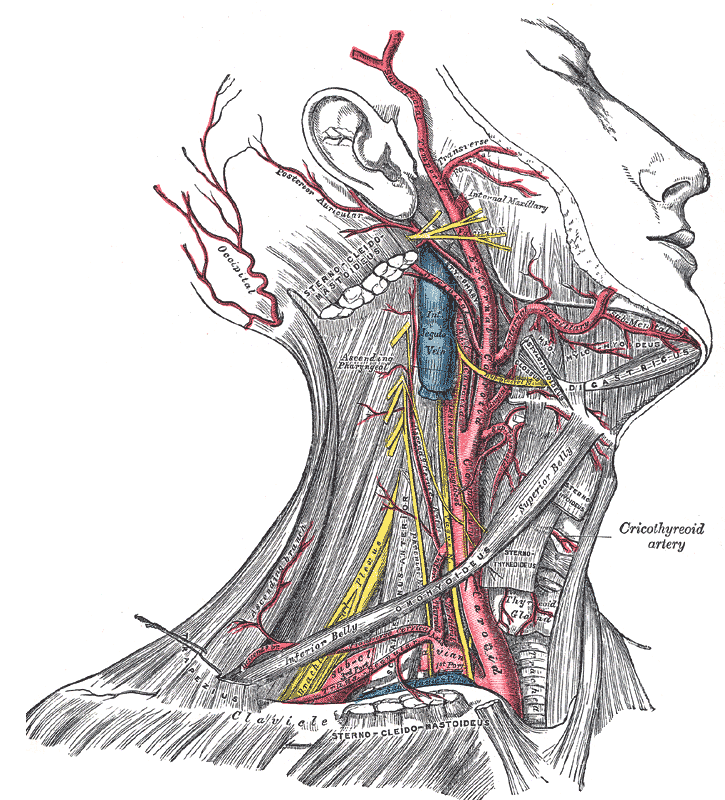
右頸部淺層的解剖，顯示出頸動脈和鎖骨下動脈。

在頸部較低的位置，總頸動脈的位置非常深層，它被皮膚、淺頸筋膜、闊肌、深頸筋膜、胸鎖乳突肌、胸骨舌骨肌、胸骨甲狀肌、和肩胛舌骨肌所覆蓋；在頸部較上方，總頸動脈相對較為表層，只有皮膚、淺頸筋膜、闊肌、深頸筋脈、和胸鎖乳突肌的側緣覆蓋它。
當胸鎖乳突肌往後縮時，總頸動脈可以在一個稱為頸動脈三角的空間中看到，頸動脈三角的後方界限為胸鎖乳突肌、上方為莖突舌骨肌和二腹肌的後腹、下方則是肩胛舌骨肌的上腹。
總頸動脈從上甲狀腺動脈胸鎖乳突枝的內側斜向往上逐漸走到外側，它也跨過上甲狀腺靜脈和中甲狀腺靜脈（兩者都會匯入內頸靜脈）。舌下神經的下降枝從頸動脈鞘的前方往下走，和頸神經的一兩個分枝並行，並往斜下跨過血管。有時候舌下神經的下行枝也會在頸動脈鞘中。
上甲狀腺靜脈在總頸動脈末端跨過它，而中甲狀腺靜脈則在環狀軟骨下方一點的地方跨過；前頸靜脈在鎖骨上緣跨過總頸動脈，但兩者之間隔著胸骨舌骨肌和胸骨甲狀肌。
在頸動脈的後方，頸長肌和頭長肌把它頸椎分開來，而交感神經幹則位在它和這兩條肌肉中間。下甲狀腺動脈從動脈下段的後方通過。
在靠內側的部分，總頸動脈鄰近的構造有食道、氣管、和甲狀腺（蓋住總頸動脈），下甲狀腺動脈和喉返神經則從外走到總頸動脈內側，在較上方處的內側則是咽和喉。在頸動脈鞘中，動脈的外側為內頸靜脈和迷走神經。
在頸部較低處、身體的右側，右喉返神經從動脈後方斜走過去，而右內頸靜脈也從總頸動脈外側分出；然而在身體左側，左內頸靜脈則會跨過左鎖骨下動脈或左總頸動脈的較低處。
在總頸動脈分叉處的後方有一個紅棕色的橢圓狀物，稱為頸動脈體，它和薦中動脈旁邊的尾椎體結構類似，頸動脈體可偵測血壓，並藉由舌咽神經將訊號傳回腦幹。

## 側支循環
在兩側總頸動脈的血液互相連通之後，人體頭部的垂直循環系統得以藉由顱內和顱外的血管完整建立；另外，鎖骨下動脈的一些分枝也共同參與了頭頸部的循環。頭顱外主要的血管接合由上下甲狀腺動脈、深頸動脈、和枕動脈下行枝組成；而來自鎖骨下動脈的椎動脈則在顱內和內頸動脈形成威利氏環。

## 變異

### 起緣
右總頸動脈可能從胸鎖關節上緣更上方才分枝出來，大約有12%的人有此變異。另外，右總頸動脈也可能獨立於頭臂動脈幹而直接從主動脈分出，或是和左總頸動脈接合在一起。
左總頸動脈的源頭比右總頸動脈更容易產生變異，大部分的變異是其發源於左頭臂動脈幹，如果沒有這條血管的話，那左右總頸動脈通常是來自於同一個頭臂動脈幹。另一個少見的情況是，除非主動脈弓異位，左總頸動脈很少會和鎖骨下動脈接合。

### 分叉點
在大多數的變異中，分叉點會發生在比平常更高的位置，可能在舌骨的高度或甚至更高；分叉位置較低的情況比較罕見，大約在喉部中段或是環狀軟骨的下緣，在這種情況，總頸動脈只有4 cm長，接著在頸部低處就分叉了。
在非常罕見的情況下，總頸動脈會一直上升而在頸部沒有任何分支，也就是沒有內頸動脈和外頸動脈出現；在幾個案例中也有人沒有總頸動脈，內頸和外頸動脈直接由主動脈發出。這些異常狀況可能同時發生在兩側，也可能只發生在單側。

### 分枝
總頸動脈在分叉之前通常不會有其它分枝，但偶然的變異會分枝出上甲狀腺動脈、上喉動脈、升咽動脈、或下甲狀腺動脈，更少見的情況是會分枝出椎動脈。

## 臨床重要性
總頸動脈常用來測量脈搏 ，尤其是在更周邊的動脈無法偵測到脈搏的休克病患中，此測量此處的脈搏要在甲狀腺的上緣、胸鎖乳突肌前緣的深處進行觸診。
頸動脈痛是指頸動脈接近分叉處的痠痛，在頸部側面、胸鎖乳突肌的前緣會產生壓痛。
動脈粥狀硬化的人可能會發生頸動脈狹窄。
頸動脈壁的內膜-中膜厚度是臨床表現不明顯的動脈粥狀硬化的重要指標，它會因年紀增長或長期暴露於空氣污染中的懸浮微粒而增加。

## 圖片集

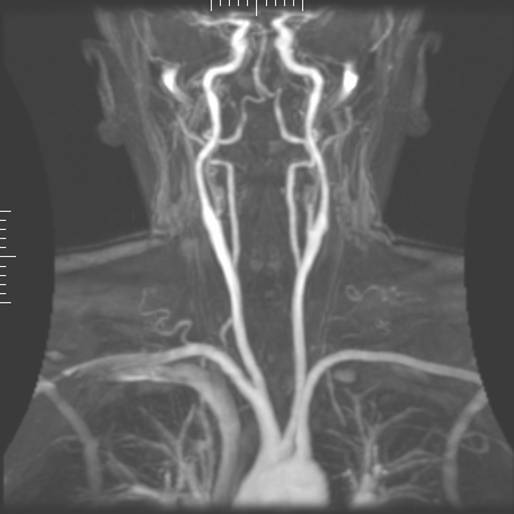
核磁共振血管造影
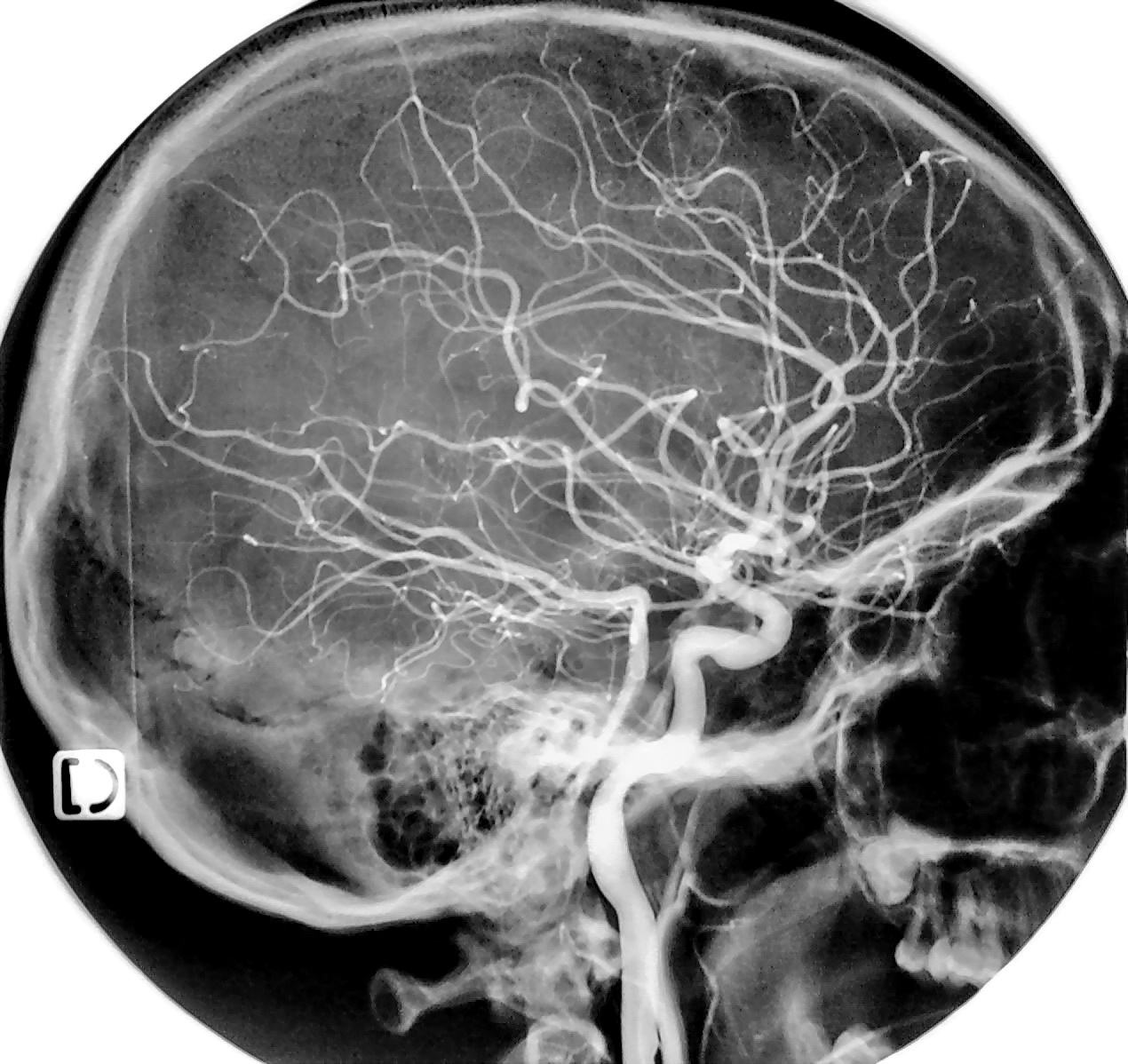
Normal 頸動脈血管造影
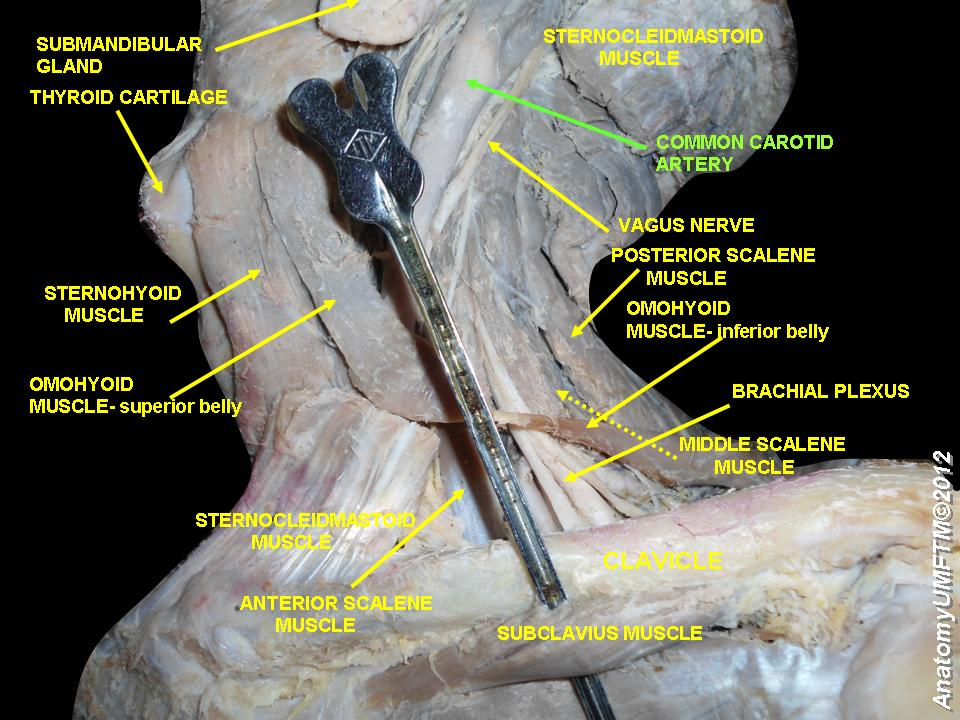
總頸動脈
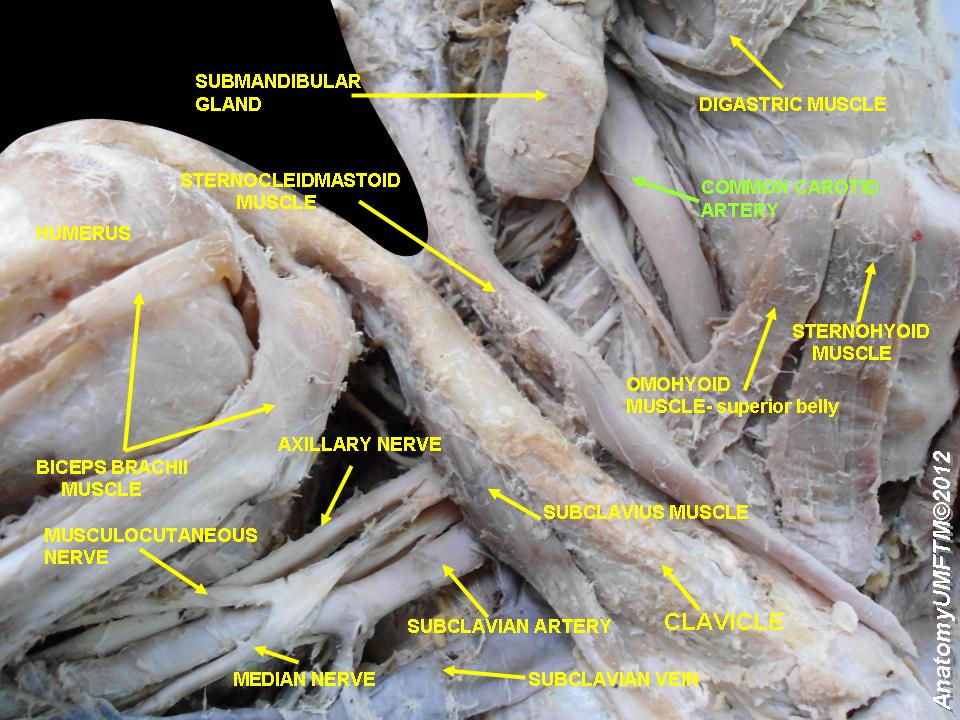
總頸動脈右側觀
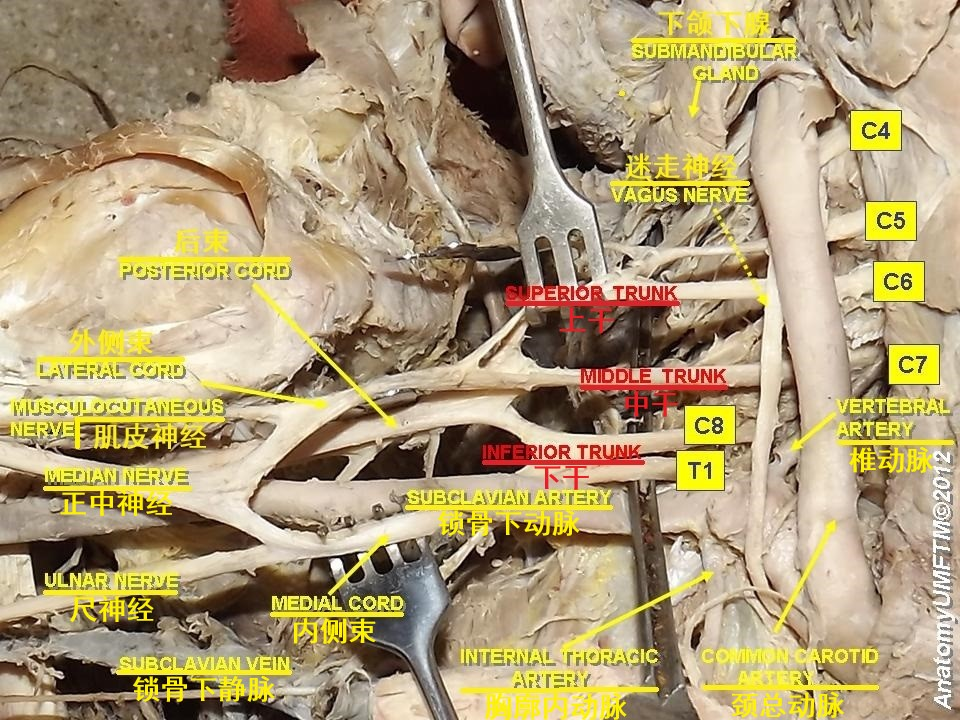
肱神經叢和總頸動脈
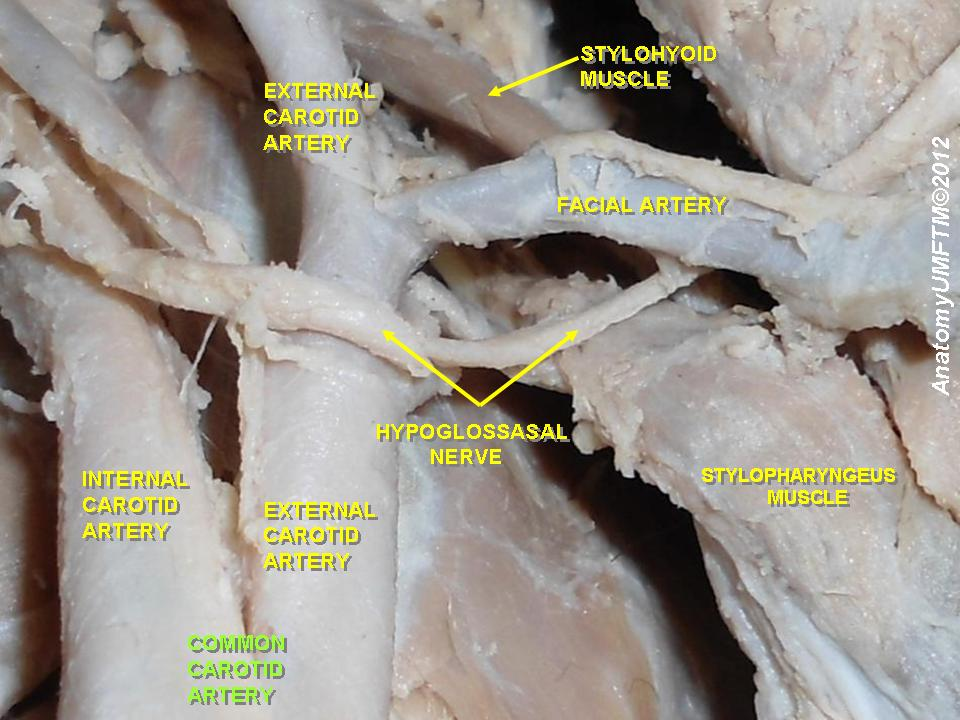
總頸動脈
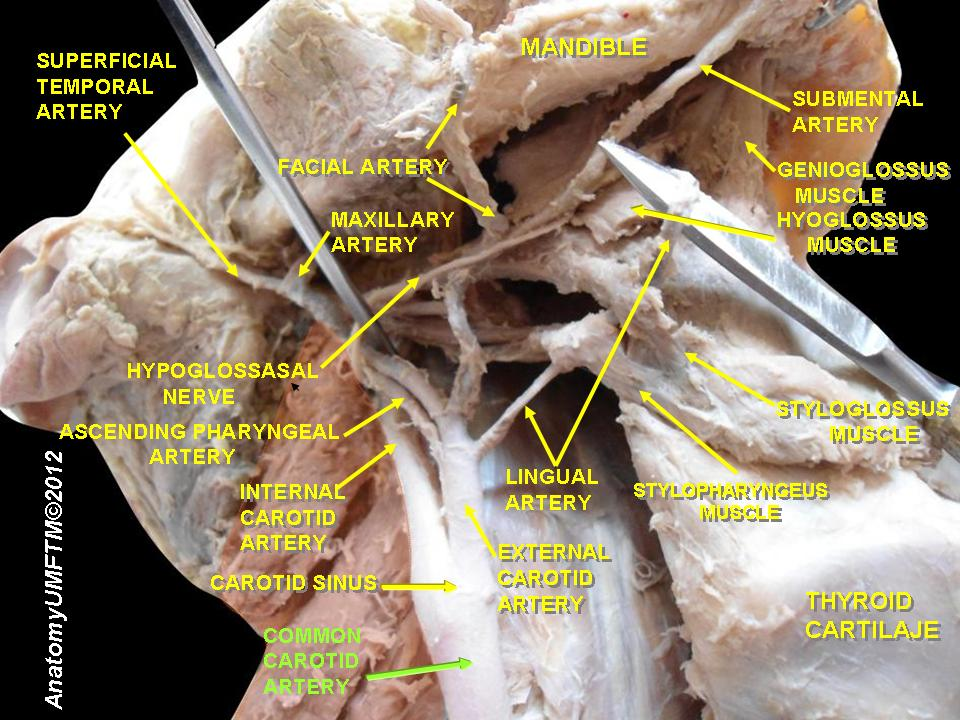
總頸動脈
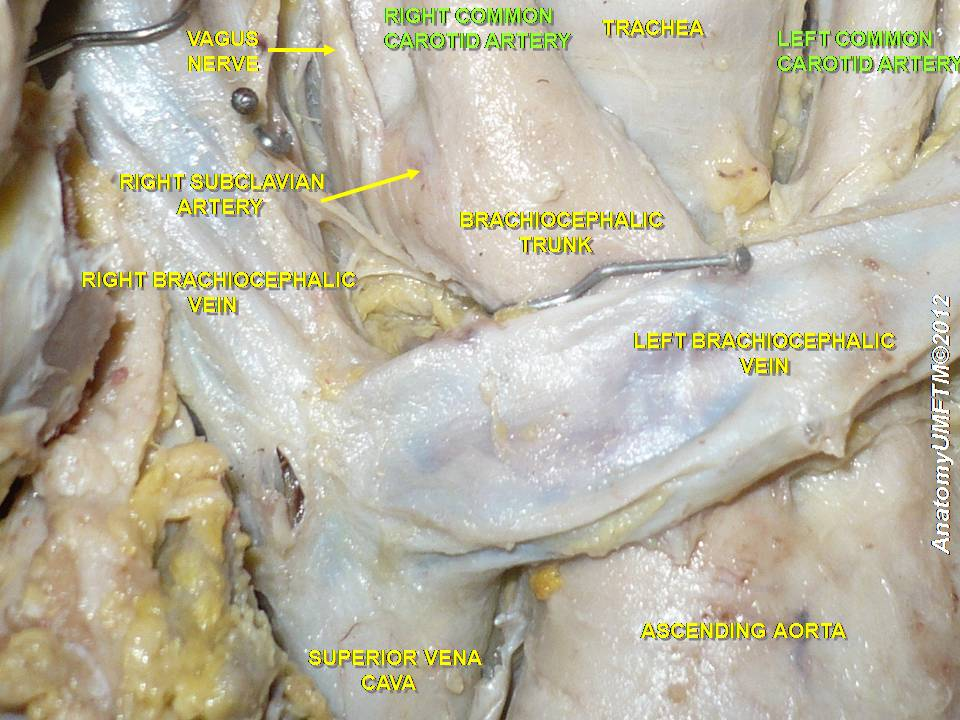
左右總頸動脈

## 外部連結
- Anatomy figure: 21:06-01 at Human Anatomy Online, SUNY Downstate Medical Center
- Blood flow numerical simulations in stenosed carotid